# Ella & John - The Leisure Seeker
Ella & John - The Leisure Seeker (The Leisure Seeker) è un film del 2017 diretto da Paolo Virzì, al suo primo film in lingua inglese.
La pellicola, con protagonisti Helen Mirren e Donald Sutherland, è l'adattamento cinematografico del romanzo del 2009 In viaggio contromano (The Leisure Seeker), scritto da Michael Zadoorian ed edito in Italia da Marcos y Marcos.

## Trama
Ella e John sono moglie e marito ottantenni, che decidono di sfuggire alle cure mediche che li separerebbero negli ultimi anni della loro vita. Salgono così sul loro camper, soprannominato The Leisure Seeker ("il cercatore di svago"), e si mettono in viaggio da Boston verso Key West, dove c'è il museo della casa di Ernest Hemingway, di cui John, affetto da demenza, è appassionato.

## Promozione
La prima clip del film viene diffusa il 28 luglio 2017 insieme ad alcune immagini ufficiali.

## Distribuzione
Il film è stato proiettato in concorso alla 74ª Mostra internazionale d'arte cinematografica di Venezia e successivamente al Toronto International Film Festival, venendo poi distribuito nelle sale cinematografiche italiane a partire dal 18 gennaio 2018.

## Accoglienza

### Critica
Il film ha ricevuto un lungo applauso alla fine della proiezione alla 74ª Mostra internazionale d'arte cinematografica di Venezia, suscitando risate e commozione. Nonostante parte della critica americana abbia stroncato il film a causa del suo trattare con leggerezza il contesto politico e sociale statunitense, la critica italiana ed europea ha accolto il film molto positivamente.

## Riconoscimenti
- 2018 - Golden Globe[9]
  - Candidatura per la migliore attrice in un film commedia o musicale a Helen Mirren
- 2017 - Mostra internazionale d'arte cinematografica di Venezia[10]
  - Leoncino d'oro
  - In competizione per il Leone d'oro al miglior film
- 2017 - Women's Image Network Awards[11]
  - Candidatura per il miglior film
  - Candidatura per la migliore attrice a Helen Mirren
- 2018 - Globo d'oro[12]
  - Candidatura per la miglior sceneggiatura a Stephen Amidon, Francesca Archibugi, Paolo Virzì, Francesco Piccolo
  - Candidatura per la miglior fotografia a Luca Bigazzi
- 2018 - Nastro d'argento[13]
  - Nastro Cinema Internazionale per la regia a Paolo Virzì[14]
  - Candidatura per la migliore fotografia a Luca Bigazzi
- 2019 - David di Donatello[15]
  - Candidatura per la migliore sceneggiatura adattata a Stephen Amidon, Francesca Archibugi, Paolo Virzì, Francesco Piccolo